# Andrômeda IX
Andrômeda IX (And 9) é uma galáxia anã esferoidal e satélite da Galáxia de Andrômeda, foi descoberta em 2004 por fotometria estelar resolvida do Sloan Digital Sky Survey (SDSS), por  Zucker et al. (2004). Na altura da sua descoberta, foi a galáxia conhecida com o menor brilho superfícial, ΣV ≃ 26.8mags arcsec−2, e a mais fraca galáxia conhecida a partir do seu brilho intrínseco absoluto.
Andrômeda IX foi encontrada a partir de dados adquiridos numa varredura do SDSS uma ao longo do eixo principal da M31, realizada em 5 de outubro de 2002. Sua distância foi estimada em quase exatamente a mesma que a de M31 por McConnacrchie et al. (2005).